# The Ramen Girl
The Ramen Girl är en japanskamerikansk film från 2008 med Brittany Murphy som handlar om en kvinna som kommer till Japan med sin pojkvän och sedan vill lära sig laga den japanska maten ramen.